# 城東造船海洋
成東造船海洋（ソンドンぞうせんかいよう、朝鮮語：성동조선해양）は、大韓民国の中規模造船会社。主な事業は船舶新造および修理、陸上海上構造物、造船用資器材の制作販売を行っている。

## 2010年代の経営状態
2010年代に入ると受注量が減少して経営が悪化。2011年には、ベトナムから洋上原油備蓄積出設備を受注し、海洋プラント分野への進出にも成功するが経営回復の切り札にはならなかった。2015年にサムスン重工業からの支援を仰いだが、2018年3月に法定管理(日本の会社更生法適用相当)の状態に陥った。2018年11月現在、ギリシャ企業から獲得したタンカー5隻の受注も取り消されて、手持ち工事量が底をつく状態となっている。

## 国内の競合他社
- 現代重工業
- サムスン重工業
- HJ重工業
- STX造船海洋
- ハンファオーシャン